# Khalsa Darbar de Ontario
El Khalsa Darbar de Ontario, (en inglés: Ontario Khalsa Darbar ) es un templo sij que se encuentra en Mississauga, Ontario. Es uno de los mayores templos sij de Canadá, atrae a decenas de miles de participantes a los principales festivales religiosos. La palabra gurdwara (en panyabí oriental: ਗੁਰਦੁਆਰਾ), significa "La puerta hacia el gurú", es un lugar de culto, un centro comunitario y un templo sij.
El templo se inició oficialmente en 1978 en un pequeño remolque. Se consiguió más dinero, se compró terreno y se construyó un edificio en 1988. Su nueva ubicación se encuentra en el número 7080 de Dixie Road, en Mississauga, Ontario. La ceremonia de apertura en 1989 atrajo a una multitud de 10.000 fieles.
Durante la década de 1990 se compró más terreno y se construyó un estadio al aire libre. El arquitecto Hardial Dhir fue elegido para construir y diseñar el centro comunitario, y renovar la gurdwara. Este templo, es la gurdwara central en el área metropolitana de Toronto.